# ヒダシ・ユディット
ヒダシ・ユディット（Hidasi Judit、1948年7月11日 - ）は、ハンガリーの言語学者、日本学者、 ブダペスト商科大学国際経営学部の言語学の教授および神田外語大学国際コミュニケーション学科教授。応用言語学博士。

## 来歴
ハンガリーのブダペスト 生まれ。1966年にブダペストのエトヴェシュ・ロラーンド大学 に入学、1971年に英語学および露語学の学位を取った。
一般応用言語学修士、応用言語学博士。
1978年に東海大学で学ぶ。
1986年からブダペスト商科大学で教鞭を取った。1997年大学院教授資格取得。
2001年から神田外語大学外国語学部国際コミュニケーション学科教授。
ハンガリー･日本友好協会の会長を務めた。
2012年からサピエンティア・トランシルバニアハンガリー大学および城西国際大学の客員教授。
日本研究、応用言語学、異文化コミュニケーション、日欧間コミュニケーションギャップ、比較言語学、外国語教授法、異文化コミュニケーション学、言語政策の研究等で知られ。

## メンバーシップ委員会
- 日本語ジェンダー学会会長
- ハンガリー･日本友好協会の会長
- 日本語教育学会会員
- ヨーロッパ日本語教師会会員
- ハンガリー応用言語学会理事会理事
- 多文化関係学会創設会員
- ハンガリー日本語教師会創設会員

## 主な受賞歴
- 1992年 ハンガリー通商大臣賞："教育発展のために"（For the Development of Education）
- 1994年 欧州評議会賞："Citoyenette d'Honneur Sociale Pro Pace et Unitate Senatorie Meritu Honoris Causa"
- 2000年 ハンガリー文部大臣賞："Trefort Ágoston" Prize
- 2005年 旭日中綬章

## 著書
- Hidasi, Judit. “The Role of Stereotypes in a New Europe”. Intercultural Communication Studies 1999–2000:  117–122. （英語）
- Hidasi, Judit & Yulia V. Lukinykh (2009). A comparison of Russian and Hungarian Business Cultures. Budapesti Gazdasági Főiskola (ブダペスト商科大学) – Magyar tudomány ünnepe. pp. 1–8 2016年7月11日閲覧。 （英語）
- Hidasi, Judit. Intercultural Communication: An outline, Sangensha (三元社 ), Tokyo, 2005. （英語）
- ヒダシ, ユディット. セーカーチ・アンナ 『日本語教育と文化』 ヨーロッパ日本語教育 3．AJE, Paris, pp. 72-78, 1998年. （日本語）
- ヒダシ, ユディット (2006)「日本語教育現場における異文化コミュニケーション」遠藤織枝【編】『日本語教育を学ぶ・その歴史から現場で』東京、三修社、pp.46−64. （日本語）
- ヒダシ, ユディット. “バルトークとコダーイの音楽におけるジェンダー”.   日本語ジェンダー学会. 2017年5月10日閲覧。 （日本語）
- ヒダシ, ユディット (2014). 言語習得のスタイルと種類. In: Wakai, Seiji (若井誠二) (ed.): Papers presented at the 27th International Conference on Japanese Language Teaching 2014. (第27回日本語教育連絡会議, 2014年8月23・25日). ブダペスト: カーロリガーシュパール カルビン派大学. pp. 95–98 2017年7月4日閲覧。 （日本語）